# Kratschütz
Kratschütz ist ein weilerartiger Ortsteil von Schmölln im Landkreis Altenburger Land in Thüringen. Er gehörte bis zum 31. Dezember 2018 zur Gemeinde Altkirchen.

## Lage
Der Weiler befindet sich nördlich von Altkirchen im Schmöllner Lösshügelland. Er ist durch die Kreisstraße 519 mit dem Umfeld verbunden. Der Ort liegt nördlich der Kleinen Blauen Flut, einer von zwei Quellbächen der Blauen Flut.

## Geschichte
Am 24. September 1140 wurde das Dorf erstmals urkundlich erwähnt. Kratschütz gehörte zum wettinischen Amt Altenburg, welches ab dem 16. Jahrhundert aufgrund mehrerer Teilungen im Lauf seines Bestehens unter der Hoheit folgender Ernestinischer Herzogtümer stand: Herzogtum Sachsen (1554 bis 1572), Herzogtum Sachsen-Weimar (1572 bis 1603), Herzogtum Sachsen-Altenburg (1603 bis 1672), Herzogtum Sachsen-Gotha-Altenburg (1672 bis 1826). Bei der Neuordnung der Ernestinischen Herzogtümer im Jahr 1826 kam der Ort wiederum zum Herzogtum Sachsen-Altenburg. Bereits im 19. Jahrhundert war der Weiler in Göldschen eingemeindet. Nach der Verwaltungsreform im Herzogtum gehörte Kratschütz bezüglich der Verwaltung zum Ostkreis (bis 1900) bzw. zum Landratsamt Ronneburg (ab 1900). Das Dorf gehörte ab 1918 zum Freistaat Sachsen-Altenburg, der 1920 im Land Thüringen aufging. 1922 kam es zum Landkreis Altenburg.
Bei der zweiten Kreisreform in der DDR wurden 1952 die bestehenden Länder aufgelöst und die Landkreise neu zugeschnitten. Somit kam Kratschütz als Gemeindeteil von Göldschen mit dem Kreis Schmölln an den Bezirk Leipzig; jener gehörte seit 1990 als Landkreis Schmölln zu Thüringen und ging bei der thüringischen Kreisreform 1994 im Landkreis Altenburger Land auf. Am 1. Januar 1957 wurde die Gemeinde Göldschen mit Kratschütz nach Röthenitz eingemeindet, die Gemeinde Röthenitz wurde wiederum am 25. August 1961 nach Altkirchen eingemeindet, welche wiederum am 1. Januar 2019 in die Stadt Schmölln eingegliedert wurde.